# Delcat Idengo
Delcat Idengo, né le 15 septembre 1993 à Beni et mort le 13 février 2025 à Goma, est un artiste musicien congolais.

## Biographie

### Enfance, éducation et débuts
Delphin Katembo Vinywasiki, connu sous le nom de scène Delcat Idengo, est un artiste musicien originaire de Beni au Nord-Kivu en République démocratique du Congo.

### Parcours
Reconnu pour son style révolutionnaire, il utilise sa musique pour dénoncer les injustices sociales et politiques, notamment les violences et l'insécurité qui sévissent dans l'est du pays. En mai 2018, il sort le titre Tout le monde est fâché, qui rencontre un certain succès.
En février 2021, Delcat Idengo est arrêté après la sortie de sa chanson Politiciens escrocs, dans laquelle il critique les promesses non tenues des dirigeants. Il est acquitté en mars 2021 par le tribunal de paix de Beni.
En octobre 2021, il est de nouveau arrêté, accusé d'incitation à s'armer contre l'autorité de l'État et de démoralisation des forces armées et de la police. En décembre 2021, le tribunal militaire de Goma le condamne à dix ans de prison ferme,.
Après avoir purgé une partie de sa peine, Delcat Idengo est libéré en décembre 2023.

### Mort
Le 13 février 2025, le corps de Delcat Idengo est retrouvé le long d'une route près du district de Kilijiwe, dans le nord de Goma.Des images diffusées sur les réseaux sociaux montrent Delcat Idengo, vêtu d'un pantalon militaire, gisant sur le sol.
Les premiers témoinages indiquent que Delcat Idengo aurait été tué après avoir reçu une balle dans la tête, alors qu'il tournait un clip vidéo dans la ville de Goma, mais selon une enquête de Human Rights Watch (HRW), il aurait été abattu par des hommes armés alors qu'il tentait de s’enfuir de chez lui après l'arrivée de jeeps à son domicile. Les circonstances exactes de sa mort restent floues, avec des informations contradictoires sur ses vêtements, certaines photos le montrant en pantalon de camouflage militaire, d'autres en pantalon blanc avec un drapeau congolais brodé, suggérant une possible manipulation post-mortem. Pour la Lucha, il aurait été tué par des combattants du Mouvement du 23 mars (M23) et la scène aurait été maquillée : les assaillants lui auraient fait porter un uniforme militaire pour simuler un affrontement, une méthode, qui selon le  mouvement citoyen, a déjà été utilisée pour justifier des assassinats ciblés. Dans un premier temps, le M23 nie toute implication dans la mort de l'artiste, attribuant l'incident à un règlement de comptes entre différentes factions des Wazalendo, des milices locales, et les Forces armées de la république Démocratique du Congo. Mais l'implication du M23 dans la mort de Delcat Idengo, est confirmé par Lawrence Kanyuka un des portes paroles du M23, à HRW. Kanyuka l'accuse d'être membre de la Lucha, et affirme qu'il aurait été tué lors d'une opération de ratissage du M23, car il portait des insignes militaires.
Le porte-parole du gouvernement de la RDC, Patrick Muyaya, condamne cet assassinat, le qualifiant d'abominable et affirmant que « la nation perd un patriote engagé pour la cohésion nationale ».